# Charlie Crist
Charles Joseph Crist, Jr., dit Charlie Crist, né le 24 juillet 1956 à Altoona (Pennsylvanie), est un homme politique américain, gouverneur de Floride du 2 janvier 2007 au 4 janvier 2011. 
Membre du Parti républicain et du Sénat de Floride entre 1993 et 1999, il perd en 1998 l'élection au Sénat des États-Unis contre le sortant Bob Graham. Il est élu Education Commissioner de 2001 à 2003 puis Attorney General de 2003 à 2007 dans le gouvernement de l'État, avant de devenir gouverneur en 2007. Le 29 avril 2010, mis en difficulté lors des élections primaires républicaines pour les élections sénatoriales fédérales, il décide de se présenter comme candidat indépendant contre les candidats des deux grands partis américains. Le 2 novembre 2010, il est néanmoins battu par le républicain Marco Rubio. Il revient à la vie politique en étant élu aux élections de 2016 à la Chambre fédérale comme représentant, sous les couleurs du Parti démocrate.

## Biographie

### Enfance et études
Le père de Charlie Christ était d'origine greco-chypriote et sa mère d'origine irlando-écossaise. Il passe son adolescence à St. Petersburg (Floride). 
Quarterback dans l'équipe de football de l'université de Wake Forest, Crist est diplômé en droit de la Cumberland School of Law, dans l'Alabama.

### Carrière politique

#### Débuts
Charlie Crist commence sa carrière politique en 1993 au Sénat de Floride où il représente la circonscription de St. Petersburg, 20e district de l'État. En 1998, il se présente à l'élection pour le poste de sénateur de Floride au Congrès des États-Unis ; il est alors largement battu par le candidat démocrate sortant Bob Graham.
En 1999, le gouverneur Jeb Bush le nomma au poste de secrétaire adjoint du département des affaires et des régulations professionnelles. En novembre 2000, il est élu commissaire à l'éducation de Floride. Charlie Christ poursuit sa progression dans les structures politiques de Floride et en 2003, est élu procureur général de Floride, où il est remarqué pour son action en faveur du respect des droits civiques, des droits des consommateurs, de la protection des enfants mineurs et de l'environnement. Certains lui ont cependant reproché de ne pas être intervenu dans l'action judiciaire tendant à maintenir Terri Schiavo en vie.

#### Gouverneur de Floride
En 2006, Charlie Crist est le candidat républicain au poste de gouverneur de Floride pour succéder à Jeb Bush, lequel ne peut se représenter en raison de la limitation sur le nombre de mandats. Le 7 novembre 2006, il est facilement élu gouverneur de Floride avec 52,2 % des voix contre 45,1 % au candidat démocrate Jim Davis (en) et 1,9 % à Max Linn, candidat du parti de la réforme. Il prend ses fonctions le 2 janvier 2007.

#### Candidature au Sénat des États-Unis

Comtés remportés par Rubio en rouge, par Crist en noir et par Meek en bleu.

Le 12 mai 2009, Crist annonce qu'il va briguer l'investiture républicaine pour le poste de sénateur américain de Floride en 2010.
Les républicains (John Cornyn en tête) font pression sur Crist pour qu'il se présente en raison de sa grande popularité, afin que le siège ne bascule pas en faveur des démocrates. De janvier à décembre 2009, Crist devance le conservateur républicain Marco Rubio, soutenu par le Tea Party, mais son avance se réduit mois après mois. Dès janvier 2010, Rubio vire en tête des sondages et finit par écraser le gouverneur dans les sondages. En avril 2010, un sondage de l'institut Rasmussen Reports place Rubio à 57 % et Crist à seulement 28 %. Plusieurs républicains n’ont jamais pardonné à Crist d’avoir donné l’accolade à Barack Obama, et surtout, d'avoir soutenu son plan de relance de l'économie en février 2009,.
Le 29 avril 2010, Crist annonce qu'il ne participera pas à l'investiture républicaine, mais néanmoins qu'il sera candidat en indépendant à l'élection générale de novembre. Le président du comité national républicain Michael Steele, déclare que Crist s'est lui-même exclu du Parti républicain en annonçant sa candidature indépendante.
Les analystes politiques, prévoient des défections dans l'équipe de campagne du gouverneur. Cependant, le scrutin reste longtemps ouvert avec des sondages lui accordant la victoire dans le cadre d'une triangulaire, notamment avec 32 % des voix contre 30 % au républicain conservateur Marco Rubio et 24 % au représentant démocrate Kendrick Meek. 
Néanmoins, en novembre 2010, avec 29,7 % des suffrages (et 4 comtés remportés), il arrive deuxième et est sèchement battu par Marco Rubio (48,9 %). 
En janvier 2011, désormais sans mandat politique, il rejoint un cabinet juridique.

#### Candidature au poste de gouverneur

Résultats par comté de l'élection pour le poste de gouverneur en 2014. Les teintes de rouge (Scott) et de bleu (Crist), du plus clair au plus foncé, montrent la victoire plus ou moins nette.

En 2014, après avoir rejoint le Parti démocrate, Crist se présente à l'élection au poste de gouverneur face à son successeur, le républicain Rick Scott. Il remporte la primaire démocrate avec environ 75 % des voix.
Durant la campagne, Scott dépeint Crist comme peu fiable, notamment en raison de ses différents changements de parti, et critique ses faibles résultats sur le front de l'emploi. Crist attaque quant à lui un gouverneur déconnecté des réalités et réfute l'image de créateur d'emploi que revendique Scott. Les deux candidats sont considérés comme impopulaires. Les enquêtes d'opinion président une élection serrée, même si Crist semble se démarquer dans les derniers sondages avant l'élection. Le 4 novembre, Scott remporte de justesse l'élection, considérée comme « l'une des plus serrées, des plus chères et des plus amères dans le pays ». Crist réunit 47,1 % des voix contre 48,1 % pour le gouverneur sortant.

#### Candidature à la Chambre des représentants
En octobre 2015, Crist annonce sa candidature dans le 13e district de Floride dont le représentant sortant, le républicain David Jolly, se retire pour se présenter au Sénat. À la suite d'un nouveau découpage, la circonscription tend davantage vers le Parti démocrate.
Lorsque Jolly se retire de l'élection sénatoriale pour soutenir le républicain sortant Marco Rubio, il se représente dans le 13e district. Il est cependant considéré comme l'un des représentants sortants les plus vulnérables du pays. Le 8 novembre 2016, Crist remporte l'élection avec 52 % des voix contre 48 % pour le républicain.

#### Nouvelle candidature au poste de gouverneur
En mai 2021, il annonce sa candidature à son ancien poste de gouverneur de Floride pour l'élection de 2022. Il remporte la primaire démocrate contre Nikki Fried, la commissaire à l'agriculture de l'État, le 23 août 2022 et démissionne de son mandat au Congrès quelques jours plus tard pour se concentrer sur sa campagne,. Il est toutefois largement battu par le gouverneur républicain sortant Ron DeSantis lors de l'élection générale du 8 novembre.

### Vie privée
En 1979, il se marie mais divorce un an plus tard. Il se remarie avec Carole Rome le 12 décembre 2008.

## Opinions politiques

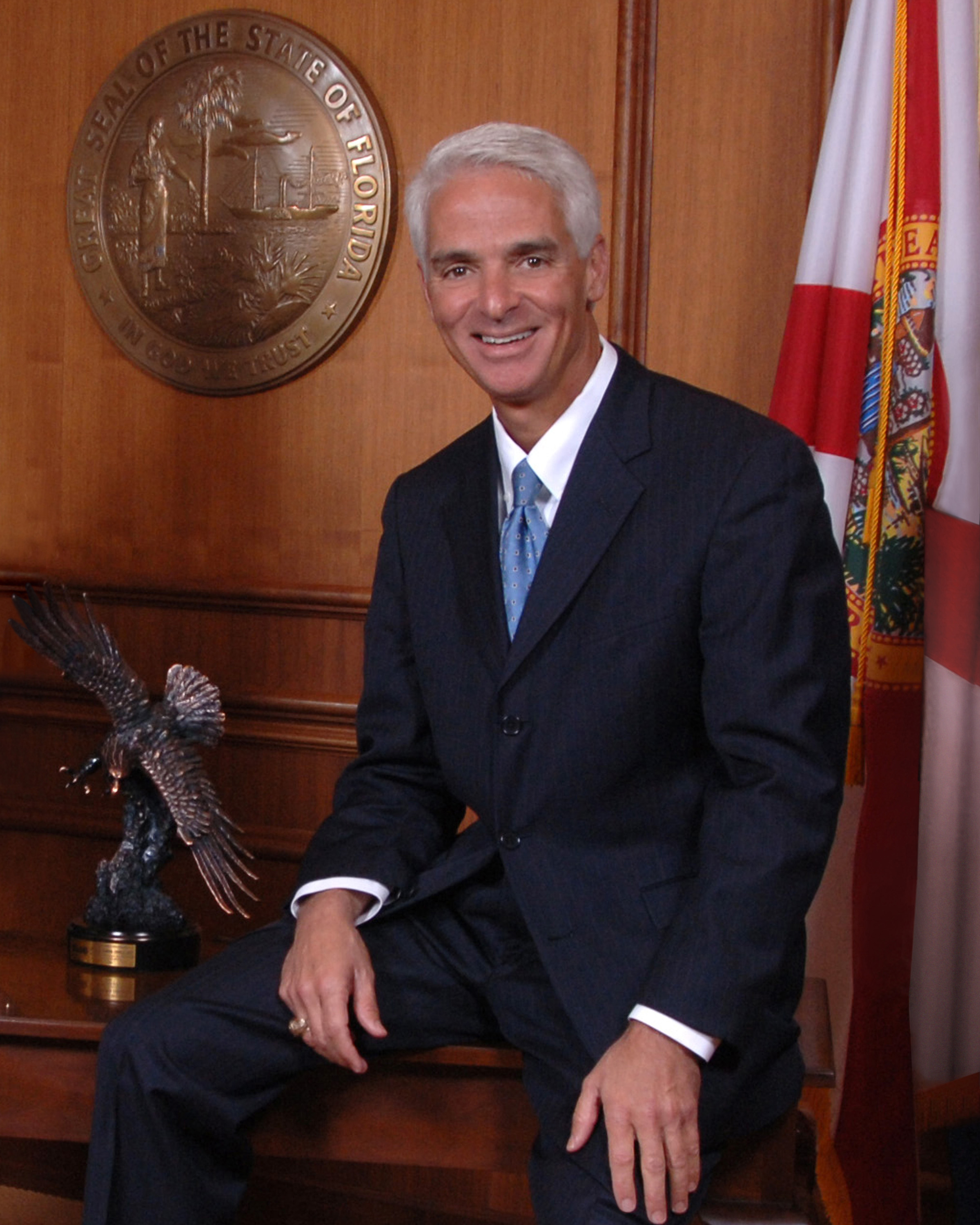
Portrait officiel de Charlie Crist en tant que gouverneur.

Globalement, Crist est considéré comme un politicien modéré et centriste.
- Adoption : il propose une subvention de 3 000 dollars pour toutes les familles qui adopteraient des enfants.
- Armes à feu : il est partisan de leur libre commerce.
- Avortement : il est pro-life et donc hostile à l'interruption volontaire de grossesse (IVG). Cependant, il a indiqué qu'il ne changerait pas la loi de Floride en matière d'avortement, préférant « changer les cœurs »[18].
- Éducation : il est partisan du choix laissé aux parents quant au système éducatif.
- Environnement : il soutient l'interdiction des forages pétroliers sur la côte de Floride.
- Homosexualité : il soutient le mariage homosexuel aux États-Unis depuis 2013, après avoir voté pour son interdiction en 2008[19].
- Immigration : il soutient la proposition du sénateur Mel Martínez demandant l'amnistie pour les immigrés illégaux devant leur acte d'immigration.
- Peine de mort : il défend la loi qui autorise un jury à prononcer la peine de mort à la majorité de 10 voix sur 12 (la loi actuelle requiert l'unanimité). Il a mis fin au moratoire sur l'injection mortelle qui avait été instauré par son prédécesseur Jeb Bush en signant l'ordre d'exécution de Mark Dean Schwab qui fut suspendue par un moratoire national sur la peine de mort. Il resigna cet ordre pour le 1er juillet 2008 lorsque ce second moratoire fut stoppé.